# Mutinaïta
La mutinaïta és un mineral de la classe dels silicats, que pertany al grup de la zeolita. Rep el seu nom de Mutina el nom llatí de la ciutat de Mòdena, a Itàlia, centre de la recerca sobre zeolites.

## Característiques
La mutinaïta és un silicat de fórmula química Na₃Ca₄Si85Al11O192·60H₂O. És de color blanc o incolora i cristal·litza en el sistema ortoròmbic.
Segons la classificació de Nickel-Strunz, la mutinaïta pertany a «09.GF - Tectosilicats amb H₂O zeolítica; altres zeolites rares» juntament amb els següents minerals: terranovaïta, gottardiïta, lovdarita, gaultita, chiavennita, tschernichita, tschörtnerita, thornasita i direnzoïta.

## Formació i jaciments
Va ser descoberta al mont Adamson, situat a la Terra de Victòria (Antàrtida). Es tracta de l'únic indret on ha estat trobada aquesta espècie mineral.